# 夏日嘉年華'92 烈火
《夏日嘉年華'92 烈火》，通稱《烈火》，是由KID開發，並由加賀軟體發行的捲軸射擊遊戲，於1992年在任天堂的FC遊戲機平臺首發，後移植收錄於任天堂3DS的Virtual Console服務中。

## 概要
自机在纵向卷轴射击游戏《烈火'92》中操作。
作为本游戏的特点，这个FC游戏的敌机数及其子弹数是压倒性的，而其敌机配置的巧妙让游戏具有非常高的难易度。在游戏结尾，这个游戏还自称是“超难射击游戏（SUPER HARD SHOOTING GAME）”。
三角波、PCM、噪音用得多的独特酸浩室BGM、多关节机械手臂、曲线制导激光、蛇状的长型敌人的实现，以及用背景图层描绘的巨大敌人、较多使用横竖视差滚动以表达空间的扭曲、先前准备大量位图以展示敌机的旋转等。然而，精灵图的显示和在其它同时代硬件上常用的手法相同，逐帧（正确来说是逐场）通过交替显示精灵图来使其总显示数超过FC技能所限制的精灵图显示数。这个手法是通过快速闪烁画面来呈现的。此外，一些优先级低的对象显示也有欠缺。其结果是，在硬件的限制被呈现的同时，也可视作是一种独特的演出“味道”。
发售当时，游戏杂志上的评价不是很好。。但是，由于这游戏有超越了硬件性能限制的极佳画面表现和独特的氛围，所以慢慢地，这游戏也被重新评价。再现在的中古市场里，它已经成为屈指可数的王牌游戏软件之一。过去，一套卡带曾卖出到过5万日元的成果。。近年来，网上拍卖的所谓“海外版”卡带有很好的价格，但实际上本作的卡带只在日本国境内贩卖过。

### 夏日嘉年华
作为本作标题的「夏日嘉年华」，是NEXAT SOFT在暑假期间在全日本的几个会场举办的游戏大会。1991年起到1993年之间共举行了三回。Hudson在1985年的暑假也举办了叫「商队（キャラバン）」的大会。本作是1992年第二回夏日嘉年华大赛中所用的软件。此外，这游戏也是PCE部门和FC部门合并之前写的，所以大赛也使用了PCE上NEXAT SOFT开发的《夏日嘉年华 '92 ALZADICK》。

## 游戏特色
此游戏以有大量同屏高速移动的精灵图而闻名。
《烈火》被射击游戏爱好者及评论家誉为“历史上最难的游戏”之一。 
通过使用ROM破解技术或作弊码技术，可见世嘉公司的商标会浮现并爆炸。之后，任天堂的标志闪亮登场。（“世嘉”及“任天堂”的字母“e”均由“？”代替了。）

## 开发
- 游戏设计者：矢川忍
- 程序：矢川忍
- 图形设计者：＊E＊、NIKOPON
- 音乐：盐田信之
- 数据：かないたかゆき、OGURA
- 测试团队：わかばやしとしお、KINPATSU-KUN、GODHAND-S
- 特别鸣谢：CHISATO、HIROMI、福田雅之、ZANCHAN、OGAWA-CCHI、富田和也

### 概要
这游戏由程序员矢川忍开发。后来的游戏作品如《 空战之路（Battle Garegga）》、《粉红甜心～铸蔷薇在那以后～（ピンクスウィーツ～鋳薔薇それから～）》、《铸蔷薇》之类的，也是这人开发的。而游戏音乐作者为盐田信之。
《烈火》是为Naxat Soft于西元1992年七月十七日组建的射击游戏锦标赛“夏日嘉年华”准备的。
烈火是少数推动FC硬件发展的游戏之一。游戏以30fps而不是60fps来显示精灵图（如爆炸效果），这规避了系统精灵图发出数的制限。 另外一款使用到了该技术的游戏是魂斗罗。

## 发行
该游戏于西元1992年7月17日在日本发行。 由于销售量小，游戏现在卖得很贵。卡带目前卖五万日圆左右。
2014年，它的FC卡带在英国卖到了350~400英镑。
该游戏之所以默默无闻，是因为在它发布的1992年，主流游戏平台已转为了FC的继任者————SFC。
游戏的原声大碟由Scitron在西元2005年九月二十一日发行。标题为《Legend Consumer Series - Summer Carnival '92 Recca Original Soundtrack》.
然而，Nintendo eShop上的一个叫《烈火》的下载版本已于西元2012年十二月十二日发布。仅售500日元。同样，分别在2013年的九月五日和八月十五日，本游戏也第一次在北美及欧洲由任天堂发行在eShop平台上。

## 反响
自发行之日起, Fami通便给出了19/40分。 Fami通的评论家认为此游戏不适合初心者。屏幕上需要去追踪的敌人着实太多。
Nintendo Life在3DS Virtual Console上给出了8/10的高分并评论道：“《烈火》这款游戏确实很难推荐给除了最死忠的粉丝以外的任何人。但尽管这样，这也是这个平台上的一款最好并最能予以人深刻印象的射击游戏之一。并且任何勇于面对挑战的人们都将发现玩这款游戏是非常值得的。”

## 游戏内容

### 系统
按B键使用主炮攻击，按A键盘则使用已取得的副炮发射，按选择键可调整自机速度，速度共5段。主炮若一段时间没攻击的话，自机前方会产生圆形的“屏障”，可防御敌人的子弹。当屏障到最大限度的状态时，射击可放出“炸弹”。此外，每圈都用小数点单位来表示时间，超过一定时间之后，会强制结束游戏。这个时间在暂停时也增加。
可选的游戏模式除了通常所玩的标准模式以外，在关卡全清之后，还有隐藏模式可供游玩。有残机攻击模式（持有大量残机，敌人尸体会变为子弹的模式）、尽快使分数达到100万点的时间模式，以及要在两分钟内尽可能取得高分的分数模式。

### 关卡构成
就关卡数来说，一周目有4面。二周目起增大到了7面，表示关卡的文字变成了AREA，关卡构成也大幅变化，难易度猛烈地上升了。

### 物品
蓝色物品
蓝色的物品。取得后自机射击威力提升。种类由时间推移而变化，同样的种类连续拿，威力将分三段逐渐上升。
红色物品
红色的物品。自机周围的副炮。种类由时间推移而变化，同种最多能装备两个。
小鸟
得分物品。在落掉之前取得它可以使所获得的分数上升。
1UP
残机量加1。

## 扩展链接
- 官方网站
- 莫比游戏上的《Summer Carnival '92: Recca》（英文）
- Nobuyuki Shioda ~ 塩田信之 （しおだ のぶゆき） （页面存档备份，存于） at GameMusicComposerMEMO （日語）